# Hibernom

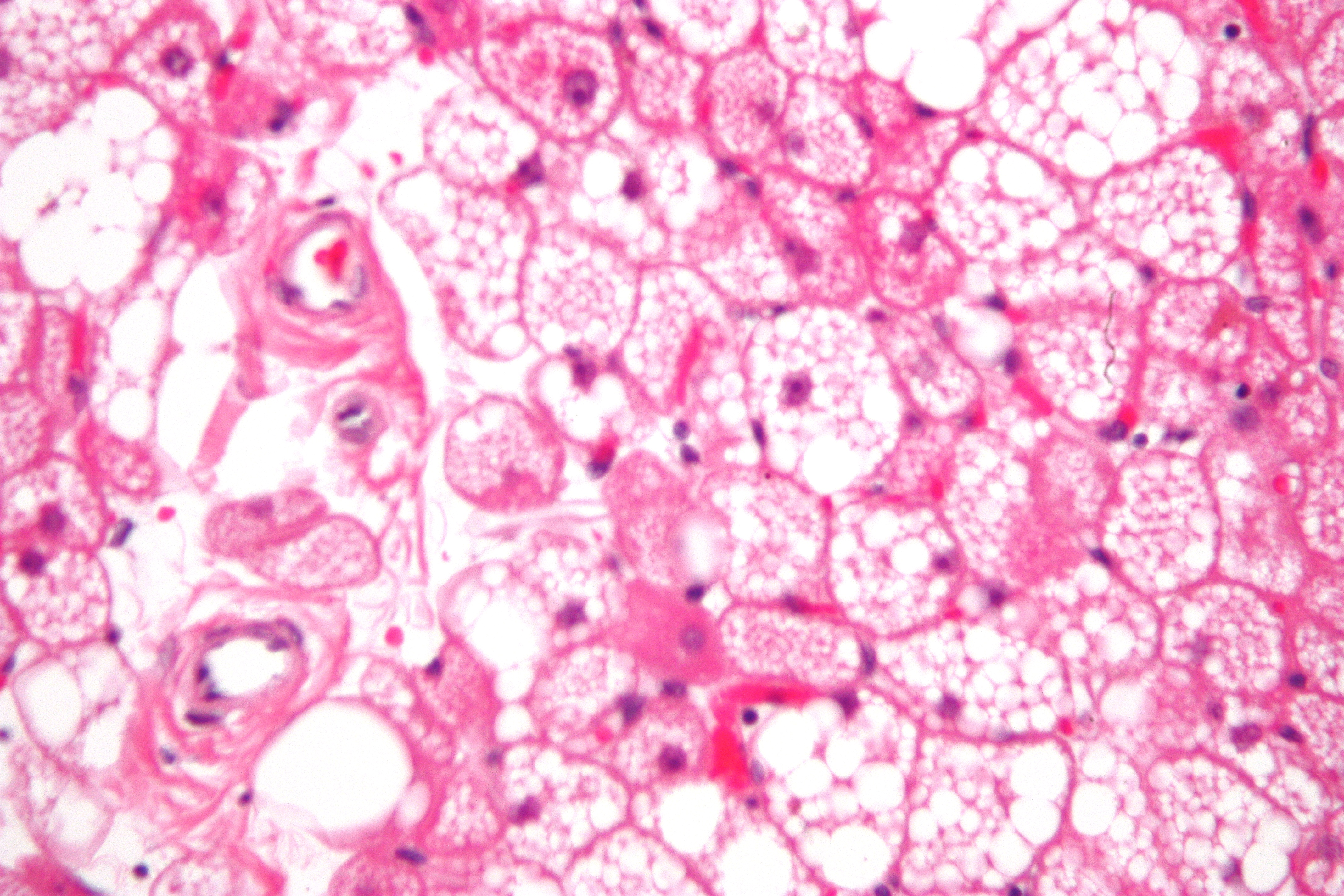
Histologisches Präparat eines Hibernoms (HE-Färbung).

Hibernome sind angeborene Geschwulste des braunen Fettgewebes der Unterhaut, z. B. an Gesäß, Rücken oder Hals, wobei Ähnlichkeit mit der Hibernationsdrüse der Winterschläfer besteht. Sie bestehen aus großen vakuolären, Glykogen- und Phospholipid-reichen Zellen.
Braunes Fett ist gelegentlich beim kleinen Säugling flächenhaft im Rücken, um die Nieren und um die Aorta zu finden. Beim Hibernom handelt es sich um seltene, gutartige Tumoren mit Wachstumstendenz. Häufig ist das Hibernom asymptomatisch.

## Therapie
Die operative Entfernung eines Hibernoms wird empfohlen, obwohl keine bösartigen Veränderungen beobachtet wurden. Bei vollständiger Entfernung wurde kein Rezidiv beschrieben.
Hibernome sind in der PET-Diagnostik eine wichtige Differentialdiagnose, da sie in der Regel ein Signalverhalten ähnlich malignen Tumoren zeigen.